# سامانه پیشرفته تشخیص نفوذ
نرم‌افزار (AIDE (Advanced Intrusion Detection Environment یک سامانه پیشرفته تشخیص رخنه Host است که در حقیقت می‌تواند سیستم ما را اسکن نموده و هر تغییری که بر روی فایل‌ها و دایرکتوری‌ها که به دلایل مختلف از جمله نفوذ، تغییر با rootkitها و … به وجود آمده باشد را گزارش دهد.
این نرم‌افزار به عنوان جایگزینی Free در سال ۲۰۱۰ برای نرم‌افزار Tripwire ارائه شد. نحوه عملکرد AIDE به این صورت است که یک snapshot از وضعیت سیستم بر اساس المان‌هایی چون الگوریتم‌های message digest و خصایص فایل‌ها تهیه می‌کند و در بانک اطلاعاتی خود ذخیره می‌نماید که معمولاً فایل snapshot به منظور امنیت بیشتر در یک External Device نگهداری می‌شود.
سپس هنگامی که مدیر سیستم می‌خواهد صحت و سلامت سیستم را تست کند، با دستور aide سیستم را دوباره اسکن می‌نماید و خروجی تست با فایل snapshot مقایسه می‌گردد. نرم‌افزار AIDE تمامی تغییرات به وجود آمده را می‌یابد و برای مدیر سیستم گزارش تغییرات ارسال می‌گردد.

## امکانات AIDE
این نرم‌افزار Portable بوده و می‌توان از آن طوری استفاده نمود که شخص مهاجم به هیچ وجه از وجود آن در سیستم ما مطلع نشود. به مدیران سیستم‌های لینوکس پیشنهاد می‌شود که این نرم‌افزار را بر روی سرورهای عملیاتی خود نصب نمایند.